# پیترسفیلد
latitudeپیترسفیلدlongitudeپیترسفیلد
پیترسفیلد (به انگلیسی: Petersfield) یک منطقهٔ مسکونی در انگلستان است که در جنوب شرقی انگلستان واقع شده‌است.

## خصوصیات
پیترسفیلد ۱۳٬۳۰۳ نفر جمعیت دارد.